# Communauté de communes du Pays de Commercy
Die Communauté de communes du Pays de Commercy war ein französischer Gemeindeverband mit der Rechtsform einer Communauté de communes im Département Meuse in der Region Grand Est. Sie wurde am 26. Dezember 1997 gegründet und umfasste zehn Gemeinden. Der Verwaltungssitz befand sich im Ort Commercy.

## Historische Entwicklung
Mit Wirkung vom 1. Januar 2017 fusionierte der Gemeindeverband mit
- Communauté de communes de Void sowie
- Communauté de communes du Val des Couleurs

und bildete so die Nachfolgeorganisation Communauté de communes de Commercy-Void-Vaucouleurs.

## Ehemalige Mitgliedsgemeinden
1. Boncourt-sur-Meuse
2. Chonville-Malaumont
3. Commercy
4. Euville
5. Grimaucourt-près-Sampigny
6. Lérouville
7. Mécrin
8. Pont-sur-Meuse
9. Vadonville
10. Vignot